# Martien Willem van de Waal

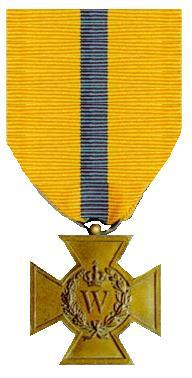
Bronzen Kruis 1941

Martien Willem van de Waal (Bussum, 3 augustus 1918 – Sandbostel, 24 april 1945) was een Nederlandse verzetsstrijder tijdens de Tweede Wereldoorlog. Martien van de Waal werd samen met Wijnandus Antonius Maria Visser in de nacht van 7 op 8 mei 1944 in de omgeving van Gorinchem boven Zuid-Holland geparachuteerd. Hij werkte in de functie van radiotelegrafist voor het Bureau Inlichtingen (BI). Martien van de Waal werd op 9 mei 1944 door de Sicherheitsdienst (SD) gearresteerd. Hij kwam op 24 april 1945 in Kamp Sandbostel om het leven.

## Engelandvaarder
Van de Waal werd in Londen opgeleid tot agent van het Bureau Inlichtingen (BI). Het BI werkte nauw samen met de Engelse Secret Intelligence Service (SIS). Na zijn opleiding tot radiotelegrafist was hij gereed om boven bezet Nederland te worden geparachuteerd

## Terug naar Nederland
Op het vliegveld van de RAF in Engeland stonden op de avond van 7 mei 1944 twee vliegtuigen gereed om agenten van het BI boven bezet Nederland af te werpen. Het ene vliegtuig vloog Jan de Bloois naar Rijsbergen. De Bloois was bestemd voor de Zendgroep BI-Radiodienst. In het andere vliegtuig zaten de agenten Van de Waal en Visser. In de nacht van 7 op 8 mei 1944 werd Martien van de Waal samen met de agent Tony Visser in de omgeving van Gorinchem, boven Zuid-Holland geparachuteerd. Visser ging als radiotelegrafist samenwerken met de spionagegroep Albrecht. De plaats van tewerkstelling van Van de Waal was Eindhoven.

## Plaats van tewerkstelling
Van de Waal en Visser kenden elkaar nauwelijks. Kort voordat ze in het vliegtuig stapten hadden ze voor het eerst met elkaar kennisgemaakt. Samen bereikten ze hun eerste aanloopadres. Het was bij een boerderij in de Peursummerpolder, in de naaste omgeving van het pinpoint waarboven de agenten waren geparachuteerd. Hun contactpersoon was een veehouder. Zijn schuilnaam was 'Piet'. Na een nacht in het hooi te hebben geslapen fietste Visser de andere dag naar zijn onderduikadres, aan de Bergsche Maas in Dussen. In Dussen had hij een ontmoeting met zijn contactpersoon van de spionagegroep Albrecht. Van de Waal reisde met de trein van Gorinchem naar Eindhoven. Het zou de laatste keer zijn dat Visser en Van de Waal elkaar zouden ontmoeten.

## Opdracht
Van de Waal had de opdracht om met vijftigduizend gulden in kleine coupures naar Eindhoven te reizen, waar hij contact moest zoeken met M.F.Elkerbout, afdelingschef op de afdeling Voorcalculatie bij het Philips-concern. Hij was een naaste medewerker van Theo Tromp en werkte in het Nederlands verzet nauw samen met de agent Willem Jan Hubertus Schreinemachers (1910-1987) van de Zendgroep Barbara. De schuilnaam die Van de Waal gebruikte was: G.J.Wanninkhof. Tijdens zijn radiocontacten met het BI maakte Van de Waal gebruik van de codenamen Albert, Antonio en Anton van Dijk.
In Eindhoven zou Van de Waal nauw samen gaan werken met de agenten Willem Jan Hubertus Schreinemachers en Marinus Verhage (1924). Beide agenten werkten ten behoeve van de Zendgroep Barbara. Verhage was radiotelegrafist/codist en microfilm fotograaf. Hij verzorgde het radiocontact tussen de Radiodienst van de Raad van Verzet en het BI en de Nederlandse regering in Londen. Verhage maakte microfoto’s van de documenten en van militaire en economische inlichtingen die door de medewerkers van de Groep Harry en de Geheime Dienst Nederland werden aangeleverd. Schreinemachers bracht het fotomaterieel via de kloosterroute van pater Lodewijk Bleys naar Zwitserland. In een later stadium bracht hij het materiaal via Zweden naar Londen.

## Arrestatie
Van de Waal werd echter in de trein naar Eindhoven bij een persoonscontrole aangehouden wegens het in het bezit hebben van een vervalst persoonsbewijs. Hij werd overgeleverd aan de Sicherheitsdienst (SD). De Duitsers vonden op hem het bedrag van vijftigduizend gulden. Hij kon dat niet verantwoorden, wat hem verdacht maakte.
Bij zijn vertrek van het station in Gorinchem had zijn contactpersoon, de veehouder 'Piet', voorgesteld Van de Waal naar Eindhoven te begeleiden en het grote geldbedrag bij hem in zijn portefeuille te steken. Bij een eventuele controle kon 'Piet' dan verklaren dat hij veehandelaar was en dat hij zodoende over grote bedragen in contant geld moest kunnen beschikken. Van de Waal had dit aanbod afgewezen.
Martien van de Waal was een van de weinige agenten die een echtgenote en kinderen in Nederland had. Hij had zijn in verwachting verkerende vrouw in Nederland moeten achtergelaten. Toen hij via Marseille en Noord-Afrika naar Engeland was gereisd, kreeg hij in Londen vanuit Nederland het bericht van de blijde tijding, dat het kind was geboren. Na zijn arrestatie werd Van de Waal naar een concentratiekamp in Duitsland overgebracht. In april 1945 kwam Martien van de Waal in het Kamp Sandbostel in Duitsland om het leven.

## Onderscheidingen
- Bronzen Kruis, KB nr.33 van 2 mei 1953 (postuum toegekend).